# Tlaltenango Abajo
Tlaltenango Abajo är en ort i kommunen Temoaya i delstaten Mexiko i Mexiko. Samhället hade 1 042 invånare vid folkräkningen 2020. Orten är belägen nordost om Temoaya och sydväst om San Pedro Abajo. Tlaltenango Abajos postkod är 50860. Ortens huvudkyrka heter Capilla de la Virgen de San Juan de Los Lagos.